# 大津功
大津 功（おおつ いさお、1973年11月14日 - ）は、日本の実業家、ラジオパーソナリティ。
株式会社 On・ショッピング倶楽部 の代表取締役を務める。

## 来歴
大阪府豊中市出身。大阪府立豊中高等学校、早稲田大学を卒業。
広告代理店の大広に入社し、その後ディークリエイト、トライステージを経て、2013年3月15日に株式会社On・ショッピング倶楽部の代表取締役に就任した
また、代表取締役を務めながら、CBCラジオで2020年7月5日から「大津功のイケ爺になりた〜い!」と2024年4月7日から「大津功と鈴木絢音の通になりた〜い！」のラジオパーソナリティも務めている。

## 人物
「大津功のイケ爺になりた〜い！」でリスナーから「Wikipediaを作りませんか？」とメールが来た際、アシスタントの松岡亜矢子に代わり酒井直斗に好きな食べ物を聞かれた際、
好きな焼肉の部位:ハラミ
好きなあさりの調理法:幼少期はあさりの酒蒸しが好きだった。
好きなお味噌の具材はなめこ。
嫌いな食べ物はしいたけ。
と答えている。
※イケ爺になりた〜い！ #99(2024年8月4日放送)より
酒井直斗の事を「酒井先輩」と呼んでいる。
鈴木絢音の事を「姫」と呼んでいる。

## 出演
いずれもCBCラジオ
- 大津功のイケ爺になりた〜い!
- 大津功と鈴木絢音の通になりた〜い！